# 張德偉
張德偉（英語：Cheung Tak-wai），香港親中派民建聯政治人物，現任香港深水埗區議會地區委員會界別議員，曾於2015年香港區議會選舉及2019年香港區議會選舉參選，出戰幸福選區，但分別被民協成員鄒穎恒及徐溢軒擊敗。

## 早年經歷
張德偉早年於香港理工大學社會政策及行政學士畢業。

## 從政生涯

### 2015年香港區議會選舉
張德偉於2015年香港區議會選舉出戰幸福選區，選前9月，區內長沙灣邨兩個互助委員會會址開幕，張德偉擔任司儀，除了李慧琼及陳偉明等香港親中派政治人物支持外，還得到香港中聯辦駐港官員罕有出席支持，而該兩個委員會其後亦於選舉支持張德偉。不過，鄒穎恒最終仍以239票之差，擊敗張德偉。
| 政党   | 政党   | 候选人    | 票数  | %     | ±      |
| ------ | ------ | --------- | ----- | ----- | ------ |
|        | 民協   | ①. 鄒穎恒 | 2,137 | 52.96 | 不適用 |
|        | 民建聯 | ②. 張德偉 | 1,898 | 47.04 | ▲13.6  |
| 多数票 | 多数票 | 多数票    | 239   | 5.92  | ▼27.40 |

### 2018年涉嫌種票冒簽選民登記表格
於2018年12月，多個傳媒報道，有街坊經幸福邨居民服務促進會向張德偉領取月曆時登記個人資料，及後收到選舉事務處附有她簽名的登記選民表格，她疑被人冒簽及非法盜用個人資料。民協的社區主任徐溢軒質疑，作出投訴的街坊本身已為選民，應無需要他人協助登記為選民，懷疑有人使用虛假文書，為街坊改地址，作選舉有關用途。事件其後被已轉介執法機關調查及跟進。

### 2019年香港區議會選舉
於2015年被擊敗後，張德偉於原區再戰，對手為民協成員徐溢軒。選舉期間，張德偉涉嫌向選民提供免費量血壓服務，疑干犯選舉舞弊條例，被徐溢軒向廉署舉報。
最終徐溢軒僅以64票之差險勝張德偉，成功從原任議員，已轉投民主黨的鄒穎恒接棒當選。
| 政党   | 政党   | 候选人    | 票数  | %     | ±      |
| ------ | ------ | --------- | ----- | ----- | ------ |
|        | 民協   | ①. 徐溢軒 | 2,668 | 50.43 | 不適用 |
|        | 民建聯 | ②. 張德偉 | 2,604 | 49.22 | ▲2.22  |
| 多数票 | 多数票 | 多数票    | 64    | 1.21  | ▼4.71  |

## 資料來源
1. 1 2  麥馬高. . 獨立媒體 inmediahk.net. 2015-09-05  [2020-07-11]. （原始内容存档于2017-04-02）.
2. ↑  吳倬安. . 香港01. 2018-07-30  [2020-08-09]. （原始内容存档于2020-07-12）.
3. ↑  . 信報財經新聞. 2018-12-10  [2020-08-09]. （原始内容存档于2020-07-15）.
4. ↑  . 明報. 2018-12-10  [2020-08-09]. （原始内容存档于2020-07-15）.
5. ↑  . 立場新聞. 2018-12-10  [2020-08-09]. （原始内容存档于2021-12-29）.
6. ↑  . 蘋果日報. 2019-11-06  [2020-08-09]. （原始内容存档于2020-07-13）.